# 佐竹のん乃
佐竹 のん乃（さたけ のんの、1998年11月6日 - ）は、日本の元アイドルであり、女性声優アイドルグループ・=LOVEの元メンバー、ハニーマスタードの元メンバーである。群馬県出身。代々木アニメーション学院に所属していた。愛称はのんの。

## 人物
- 妄想キャリブレーションのオタクであり[2]、桜野羽咲が初の推しでアイドルになったきっかけ[3]。
- =LOVE内では、野口衣織を推している[4]。
- SCANDALに影響されて小学生時代ギターを買ってもらったが、当時は三日坊主でやめてしまった。高校時代に軽音部に入って、バンドを組みSCANDALの楽曲を前橋フェスティバルで演奏したことがある[5]。

## 略歴
2014年
- 8月1日、Shibuya O-EASTで開催された「Campus Summit 2014－20th Anniversary－」にて、GALDOLL新メンバーオーディション[6]ファイナリストの1人として発表される[7]。以降、GALDOLLのメンバーに帯同して活動をする候補生として活動[8]。

2017年
- 4月19日、指原莉乃がプロデューサーとして、「代々木アニメーション学院Presents指原莉乃プロデュース声優アイドルオーディション」の二次審査を通過し、SHOWROOMオーディション に進出した[9]。
- 4月29日、「代々木アニメーション学院 Presents 指原莉乃プロデュース声優アイドルオーディション」の最終審査が行われ、13名が合格（後に1名辞退）。同時に、グループ名が「=LOVE(イコールラブ)」になることが発表された[10]。
- 6月14日、「=LOVE」SHOWROOM個人配信開催に伴い、正式メンバーになったことが明らかとなる[11]。
- 8月5日、「TOKYO IDOL FESTIVAL2017」で初ライブを行った[12]。
- 8月21日、公式Twitter開設。
- 9月6日、SACRA MUSICよりメジャーデビューシングル「=LOVE」発売[12]。

2018年
- 2月14日、映画『スターシップ・トゥルーパーズ レッドプラネット』に声優として参加。=LOVEからバレンタインチョコプレゼント上映会へ登壇。
- 2月15日 - 18日、舞台『あにてれ×=LOVE ステージプロジェクト「けものフレンズ」』（AiiA 2.5 Theater Tokyo）[13]。
- 7月16日 - 22日、舞台『あにてれ×=LOVE ステージプロジェクト「ガールフレンド（仮）」』（品川プリンスホテル クラブeX）。
- 8月13日、「武道館アイドル博2018」にアシスタントMCとして出演。

2019年
- 8月13日、「東海アイドル万博2019」に大場花菜と共にMCとして出演。

2021年
- 2月1日、公式Twitter、オフィシャルサイトにて突然の卒業発表[14]。活動最終日は2021年3月27日のオンラインお話会となる。
- 3月6日、「佐竹のん乃卒業コンサート ～君のいる世界～」がさいたま市文化センター大ホールにて開催された[15]。この日を以て=LOVEとしての活動を終了、卒業と同時に芸能界を引退した。

2024年
- 2月7日、個人としてのタレント活動を開始し、同年デビュー予定のグループ「ハニーマスタード」の一員としてアイドル活動を再開することを発表した[16]。
- 6月30日、公式SNSにて「ハニーマスタード」の一員を脱退し、芸能活動を引退することを発表した。

## 出演

### テレビ番組
- キミは＝LOVEを愛せるか (フジテレビTWOsmart)
  - キミは＝LOVEを愛せるか!（2020年9月13日 - 11月21日、フジテレビTWOsmart）[17]
  - キミは＝LOVEを愛せるか!!（2020年12月19日 - 、フジテレビTWOsmart）[18]
- 週刊フジテレビ批評 (2020年10月3日、フジテレビ)

### 舞台
- あにてれ×=LOVE ステージプロジェクト
  - 「けものフレンズ」（2018年2月15日 - 18日、AiiA Theater Tokyo）、計6公演） - ケープライオン 役
  - 「ガールフレンド（仮）」 (2018年7月16日 - 22日、品川プリンスホテル クラブeX、計10公演) -押井 知  役

### Webアニメ
- 「駅メモ!」ショートアニメ（2018年、女生徒）[19]

### ゲーム
- ステーションメモリーズ!（2017年） - 象潟 いろは 役（初代）[20]

### ネット配信
過去のレギュラー番組
- イコラブ大特訓中!（2017年9月25日 - 2018年9月24日、SHOWROOM） - フルメンバー、隔週月曜日[21]
- =LOVEのきっと君だ!（2017年10月4日 - 2018年9月26日、FRESH!） - メンバー4名、毎週水曜日[22]
- イコニコ ラブニコちゃんねる（2018年12月28日 - 2019年12月9日、ニコニコ動画） - MCは佐竹のん乃と大場花菜（他メンバー入れ替わり）、不定期全14回